# Az év női labdarúgója (UEFA)
Az év női labdarúgója díjat a labdarúgásban az a női játékos kapja, amely európai labdarúgócsapatban játszik és az előző szezon alapján a legjobb teljesítményt nyújtotta. A díjat 2013-ban alapították, két évvel azt követően, hogy az Európai Labdarúgó-szövetség a férfiak számára megalapította az év férfi labdarúgója díjat. Nadine Angerer, Lena Goeßling és Lotta Schelin végeztek az első háromban az első ízben kiírt szavazáson 2013. szeptember 5-én.

## Kritériumok és szavazás
Az UEFA előírása szerint "minden versenyen, mind a hazai, mind a nemzetközi porondon, valamint a klub és a válogatott szinten" kiemelkedő teljesítményt nyújtó labdarúgóra adható le szavazat. Az alakuló díjat annak a tizenkét válogatott edzői jelölték ki, akiknek csapatai a 2013-as Európa-bajnokságon részt vettek. A jelölteket ezután tizennyolc sportújságíró szavazta meg, a szavazók mindegyike három játékosra voksolt, így az első öt, a második három, a harmadik pedig egy pontot kapott. Ezeknek összeredménye adta a szavazás végeredményét.

### Győztesek
| Év      | 1. helyezett                    | 2. helyezett                    | 3. helyezett                        |
| ------- | ------------------------------- | ------------------------------- | ----------------------------------- |
| 2012–13 | Nadine Angerer (Frankfurt)      | Lena Goeßling (VfL Wolfsburg)   | Lotta Schelin (Olympique Lyon)      |
| 2013–14 | Nadine Keßler (VfL Wolfsburg)   | Martina Müller (VfL Wolfsburg)  | Nilla Fischer (VfL Wolfsburg)       |
| 2014–15 | Célia Šašić (Frankfurt)         | Amandine Henry (Olympique Lyon) | Marozsán Dzsenifer (Frankfurt)      |
| 2015–16 | Ada Hegerberg (Olympique Lyon)  | Amandine Henry (Olympique Lyon) | Marozsán Dzsenifer (Frankfurt)      |
| 2016–17 | Lieke Martens (Barcelona)       | Pernille Harder (VfL Wolfsburg) | Marozsán Dzsenifer (Olympique Lyon) |
| 2017–18 | Pernille Harder (VfL Wolfsburg) | Ada Hegerberg (Olympique Lyon)  | Amandine Henry (Olympique Lyon)     |
| 2018–19 | Lucy Bronze (Olympique Lyon)    | Ada Hegerberg (Olympique Lyon)  | Amandine Henry (Olympique Lyon)     |
| 2019–20 | Pernille Harder (VfL Wolfsburg) | Wendie Renard (Olympique Lyon)  | Lucy Bronze (Olympique Lyon)        |
| 2020–21 | Alexia Putellas (Barcelona)     | Jennifer Hermoso (Barcelona)    | Lieke Martens (Barcelona)           |
| 2021–22 | Alexia Putellas (Barcelona)     | Beth Mead (Arsenal)             | Lena Oberdorf (VfL Wolfsburg)       |
| 2022–23 | Aitana Bonmatí (Barcelona)      | Sam Kerr (Chelsea FC)           | Olga Carmona (Real Madrid)          |

### Döntősök
Győztes       Dobogós

#### 2012–13
| Helyezés | Játékos                | Első forduló | Döntő forduló | Csapat         |
| -------- | ---------------------- | ------------ | ------------- | -------------- |
| 1        | Nadine Angerer         | –            | 10            | Frankfurt      |
| 2        | Lena Goeßling          | –            | 6             | VfL Wolfsburg  |
| 3        | Lotta Schelin          | –            | 2             | Olympique Lyon |
| 4        | Nadine Keßler          | 16           | –             | VfL Wolfsburg  |
| 5        | Verónica Boquete       | 11           | –             | Tyresö         |
| 6        | Caroline Seger         | 8            | –             | Tyresö         |
| 7        | Nilla Fischer          | 6            | –             | Linköpings     |
| 8        | Célia Okoyino da Mbabi | 4            | –             | Frankfurt      |
| 9        | Wendie Renard          | 3            | –             | Olympique Lyon |
| 10       | Louisa Nécib           | 2            | –             | Olympique Lyon |

#### 2013–14
| Helyezés | Játékos          | Első forduló | Döntő forduló | Csapat         |
| -------- | ---------------- | ------------ | ------------- | -------------- |
| 1        | Nadine Keßler    | –            | 9             | VfL Wolfsburg  |
| 2        | Martina Müller   | –            | 3             | VfL Wolfsburg  |
| 3        | Nilla Fischer    | –            | 0             | VfL Wolfsburg  |
| 4        | Lena Goeßling    | 6            | –             | VfL Wolfsburg  |
| 5        | Verónica Boquete | 5            | –             | Tyresö         |
| 5        | Lotta Schelin    | 5            | –             | Olympique Lyon |
| 7        | Marta            | 3            | –             | Tyresö FF      |
| 7        | Alexandra Popp   | 3            | –             | VfL Wolfsburg  |
| 7        | Caroline Seger   | 3            | –             | Tyresö FF      |
| 10       | Christen Press   | 2            | –             | Tyresö FF      |

#### 2014–15
| Helyezés | Játékos            | Első forduló | Döntő forduló | Csapat              |
| -------- | ------------------ | ------------ | ------------- | ------------------- |
| 1        | Célia Šašić        | –            | 11            | Frankfurt           |
| 2        | Amandine Henry     | –            | 4             | Olympique Lyon      |
| 3        | Marozsán Dzsenifer | –            | 3             | Frankfurt           |
| 4        | Verónica Boquete   | 8            | –             | Frankfurt           |
| 4        | Anja Mittag        | 8            | –             | Rosengård           |
| 6        | Eugénie Le Sommer  | 7            | –             | Olympique Lyon      |
| 7        | Ramona Bachmann    | 6            | –             | Rosengård           |
| 8        | Wendie Renard      | 4            | –             | Olympique Lyon      |
| 9        | Caroline Seger     | 3            | –             | Paris Saint-Germain |
| 10       | Nadine Angerer     | 2            | –             | Portland Thorns     |
| 10       | Simone Laudehr     | 2            | –             | Frankfurt           |
| 12       | Alexandra Popp     | 0            | –             | VfL Wolfsburg       |

#### 2015–16
| Helyezés | Játékos            | Első forduló | Döntő forduló | Csapat         |
| -------- | ------------------ | ------------ | ------------- | -------------- |
| 1        | Ada Hegerberg      | –            | 13            | Olympique Lyon |
| 2        | Amandine Henry     | –            | 4             | Olympique Lyon |
| 3        | Marozsán Dzsenifer | –            | 3             | Frankfurt      |
| 4        | Kumagai Szaki      | 11           | –             | Olympique Lyon |
| 5        | Wendie Renard      | 10           | –             | Olympique Lyon |
| 6        | Louisa Nécib       | 9            | –             | Olympique Lyon |
| 6        | Alexandra Popp     | 9            | –             | VfL Wolfsburg  |
| 8        | Camille Abily      | 6            | –             | Olympique Lyon |
| 9        | Eugénie Le Sommer  | 3            | –             | Olympique Lyon |
| 10       | Amel Majri         | 2            | –             | Olympique Lyon |

#### 2016–17
| Helyezés | Játékos               | Első forduló | Döntő forduló | Csapat          |
| -------- | --------------------- | ------------ | ------------- | --------------- |
| 1        | Lieke Martens         | –            | 95            | Barcelona       |
| 2        | Pernille Harder       | –            | 81            | VfL Wolfsburg   |
| 3        | Marozsán Dzsenifer    | –            | 47            | Olympique Lyon  |
| 4        | Vivianne Miedema      |              | –             | Bayern München  |
| 5        | Eugénie Le Sommer     |              | –             | Olympique Lyon  |
| 6        | Wendie Renard         |              | –             | Olympique Lyon  |
| 7        | Jackie Groenen        |              | –             | Frankfurt       |
| 8        | Lucy Bronze           |              | –             | Manchester City |
| 9        | Jodie Taylor          |              | –             | Arsenal         |
| 10       | Shanice van de Sanden |              | –             | Liverpool       |

#### 2017–18
| Helyezés | Játékos               | Első forduló | Döntő forduló | Csapat         |
| -------- | --------------------- | ------------ | ------------- | -------------- |
| 1        | Pernille Harder       | –            | 106           | VfL Wolfsburg  |
| 2        | Ada Hegerberg         | –            | 61            | Olympique Lyon |
| 3        | Amandine Henry        | –            | 41            | Olympique Lyon |
| 4        | Marozsán Dzsenifer    | 32           | –             | Olympique Lyon |
| 5        | Lucy Bronze           | 20           | –             | Olympique Lyon |
| 6        | Lieke Martens         | 17           | –             | Barcelona      |
| 7        | Wendie Renard         | 16           | –             | Olympique Lyon |
| 8        | Fran Kirby            | 15           | –             | Chelsea        |
| 9        | Eugénie Le Sommer     | 13           | –             | Olympique Lyon |
| 10       | Shanice van de Sanden | 7            | –             | Olympique Lyon |

Forrás:

#### 2018–19
| Helyezés | Játékos                | Első forduló | Második forduló | Csapat          |
| -------- | ---------------------- | ------------ | --------------- | --------------- |
| 1        | Lucy Bronze            | –            | 88              | Olympique Lyon  |
| 2        | Ada Hegerberg          | –            | 56              | Olympique Lyon  |
| 3        | Amandine Henry         | –            | 44              | Olympique Lyon  |
| 4        | Vivianne Miedema       | 31           | –               | Arsenal         |
| 5        | Ellen White            | 22           | –               | Birmingham City |
| 6        | Pernille Harder        | 21           | –               | VfL Wolfsburg   |
| 7        | Marozsán Dzsenifer     | 12           | –               | Olympique Lyon  |
| 8        | Caroline Graham Hansen | 10           | –               | VfL Wolfsburg   |
| 9        | Lieke Martens          | 9            | –               | Barcelona       |
| 9        | Wendie Renard          | 9            | –               | Olympique Lyon  |

Forrás:

#### 2019–20
| Helyezés | Játékos                 | Első forduló | Döntő forduló | Klub                |
| -------- | ----------------------- | ------------ | ------------- | ------------------- |
| 1        | Pernille Harder         | –            | 92            | VfL Wolfsburg       |
| 2        | Wendie Renard           | –            | 81            | Olympique Lyon      |
| 3        | Lucy Bronze             | –            | 28            | Olympique Lyon      |
| 4        | Vivianne Miedema        | 26           | –             | Arsenal             |
| 5        | Delphine Cascarino      | 24           | –             | Olympique Lyon      |
| 6        | Eugénie Le Sommer       | 13           | –             | Olympique Lyon      |
| 7        | Ada Hegerberg           | 11           | –             | Olympique Lyon      |
| 7        | Amel Majri              | 11           | –             | Olympique Lyon      |
| 9        | Marie-Antoinette Katoto | 8            | –             | Paris Saint-Germain |
| 10       | Marozsán Dzsenifer      | 7            | –             | Olympique Lyon      |

Forrás:

#### 2020–21
| Helyezés | Játékos                | 1. forduló | 2. forduló | Klub                |
| -------- | ---------------------- | ---------- | ---------- | ------------------- |
| 1        | Alexia Putellas        | –          | 50         | Barcelona           |
| 2        | Jennifer Hermoso       | –          | 42         | Barcelona           |
| 3        | Lieke Martens          | –          | 40         | Barcelona           |
| 4        | Vivianne Miedema       | 32         | –          | Arsenal             |
| 5        | Aitana Bonmatí         | 29         | –          | Barcelona           |
| 6        | Caroline Graham Hansen | 28         | –          | Barcelona           |
| 7        | Samantha Kerr          | 18         | –          | Chelsea             |
| 7        | Fran Kirby             | 18         | –          | Chelsea             |
| 9        | Pernille Harder        | 17         | –          | Chelsea             |
| 10       | Irene Paredes          | 11         | –          | Paris Saint-Germain |

Forrás:

#### 2021–22
| Helyezés | Játékos         | 1. forduló | 2. forduló | Klub            |
| -------- | --------------- | ---------- | ---------- | --------------- |
| 1        | Alexia Putellas | –          | 97         | Barcelona       |
| 2        | Beth Mead       | –          | 84         | Arsenal         |
| 3        | Lena Oberdorf   | –          | 47         | VfL Wolfsburg   |
| 4        | Alexandra Popp  | 35         | –          | VfL Wolfsburg   |
| 5        | Aitana Bonmatí  | 25         | –          | Barcelona       |
| 6        | Keira Walsh     | 18         | –          | Manchester City |
| 7        | Leah Williamson | 17         | –          | Arsenal         |
| 8        | Ada Hegerberg   | 12         | –          | Olympique Lyon  |
| 8        | Wendie Renard   | 12         | –          | Olympique Lyon  |
| 10       | Lina Magull     | 10         | –          | Bayern München  |

Forrás:

#### 2022–23
| Helyezés | Játékos                | 1. forduló | 2. forduló | Klub                |
| -------- | ---------------------- | ---------- | ---------- | ------------------- |
| 1        | Aitana Bonmatí         | –          | 308        | Barcelona           |
| 2        | Sam Kerr               | –          | 88         | Chelsea             |
| 3        | Olga Carmona           | –          | 72         | Real Madrid         |
| 4        | Mary Earps             | 55         | –          | Manchester United   |
| 5        | Salma Paralluelo       | 48         | –          | Barcelona           |
| 5        | Alexandra Popp         | 48         | –          | VfL Wolfsburg       |
| 7        | Keira Walsh            | 24         | –          | Barcelona           |
| 8        | Caroline Graham Hansen | 11         | –          | Barcelona           |
| 9        | Rachel Daly            | 8          | –          | Aston Villa         |
| 10       | Ewa Pajor              | 5          | –          | VfL Wolfsburg       |
| 11       | Kadidiatou Diani       | 4          | –          | Paris Saint-Germain |

Forrás: